# Охтирський провулок (Київ)
Охти́рський провулок — провулок у Солом'янському районі міста Києва, місцевість Совки. Пролягає від вулиці Михайла Максимовича до вулиць Холодноярської та Охтирської.

## Історія
Провулок виник у 50-х роках XX століття. Сучасна назва — з 1954 року.